# Picture to Burn
«Picture to Burn» — песня американской певицы Тейлор Свифт, четвёртый сингл с её дебютного студийного альбома Taylor Swift (2006). Песня написана Свифт и Лиз Роуз, продюсером выступил Чапман, Нейтан. Песня была выпущена в качестве четвертого сингла альбома 4 февраля 2008 года на лейбле Big Machine Records. На написание текста, повествующего о презрении и мести главного героя к бывшему любовнику, Свифт вдохновила самовлюбленная и самоуверенная натура ее школьного одноклассника. В музыкальном плане в кантри-роковой композиции заметно выделяются банджо и гитары.
Оригинальная альбомная версия песни «Picture to Burn» содержала текст «That’s fine; I’ll tell my you’re gay», который был изменен на «That’s fine; You won’t mind if I say» в радиоверсии и последующих версиях. Музыкальные критики высоко оценили исполнение и текст песни за искреннее отображение подростковых чувств. В США сингл занял 28-е место в Billboard Hot 100 и третье место в Hot Country Songs, а также был сертифицирован Американской ассоциацией звукозаписывающей индустрии (RIAA) как дважды платиновый. В Канаде сингл вошел в топ-50 и получил золотой сертификат.
В клипе на песню «Picture to Burn», снятом режиссером Треем Фанджоем, Свифт фантазирует на тему мести своему бывшему парню после того, как она застает его с другой женщиной. В клипе Свифт и ее группа выступают на фоне пиротехники. Свифт исполняла песню «Picture to Burn» на концертах, открывая туры других исполнителей кантри-музыки, и включила ее в сет-лист своего первого хедлайнерского тура Fearless Tour (2009-10 годы) и в качестве песни сюрприза 14 июля 2023 года в рамках Eras Tour.

## История
На написание песни «Picture to Burn» Свифт вдохновил ее неформальный школьный бойфренд, с которым Свифт училась в средней школе Хендерсонвилля (штат Теннесси). Она считала его самовлюбленным и самоуверенным, что ее расстраивало, и направила это чувство на сочинение песен после школы. Лиз Роуз стала соавтором песни на гитаре, а Свифт придала ей комедийную окраску, воскликнув про себя: «Я ненавижу его дурацкий грузовик, который он не дает мне водить. Он такой деревенщина! О Боже!», эта фраза в итоге стала припевом. Говоря о песне «Picture to Burn», Свифт назвала ее жестоко честной и привела ее в качестве примера того, как она выражает свои чувства по отношению к тем, кто ее обидел. Она заявила, что это единственная песня, написанная под влиянием гнева, на ее дебютном альбоме (2006) и что, по ее мнению, эта тема может быть близка большинству девушек-подростков. После того как Свифт исполняла песню «Picture to Burn» на концертах в 2006—2007 годах, она решила выбрать ее в качестве сингла, поскольку толпа казалась наиболее восторженной и большинство кричали ее «во весь голос».

## Композиция
«Picture to Burn» — песня в стиле кантри продолжительностью 2 минуты 55 секунд. В ней прослеживается влияние традиционных элементов кантри-музыки, в результате чего получился восходящий по темпу кантри-рок номер. Написанная в тональности Соль мажор, песня имеет темп 106 ударов в минуту с сильным ритмом. Свифт хвастается «большим вокалом», который охватывает две октавы, от ноты G3 до C5. Песня следует аккордовой прогрессии G3 to C5.. В куплетах звучат банджо и ударные, а в припевах — дисторшированные гитары.

## Отзывы
Песня получила положительные отзывы музыкальной критики и интернет-изданий: Country Weekly, Paste, PopMatters, Robert Christgau, The Village Voice, The Seattle Times, Chicago Tribune, The Irish Times.

## Коммерческий успех
Сингл вошёл в топ-10 кантри-чарта и стал платиновым в США по данным Recording Industry Association of America.
К ноябрю 2014 года тираж «Picture to Burn» достиг 1,6 млн копий в США.

## Концертные исполнения
Песня «Picture to Burn» входила в сет-листы Свифт, открывавшей тур Брэда Пейсли в 2007 году и тур Rascal Flatts в 2008 году.
14 июля 2023 года на стадионе Empower Field в Денвере Свифт исполнила песню «Picture to Burn» в качестве «песни-сюрприза» в рамках тура Eras Tour (2023—2024).

## Номинации и награды
| Год  | Организация                  | Награда                             | Результат | Ссылка |
| ---- | ---------------------------- | ----------------------------------- | --------- | ------ |
| 2008 | SESAC Nashville Music Awards | Country Performance Activity Awards | Победа    | [ 23 ] |
| 2009 | BMI Awards                   | Award-Winning Songs                 | Победа    | [ 24 ] |
| 2009 | BMI Awards                   | Publisher of the Year               | Победа    | [ 24 ] |

## Список композиций
- Digital Download[25]

1. «Picture to Burn» (Alternate Version) — 3:00

- CD Single[26]

1. «Picture to Burn» (Radio Edit) — 2:54
2. «Picture to Burn» (Video) — 3:05

## Чарты
| Чарт (2008)                         | Высшая позиция |
| ----------------------------------- | -------------- |
| Канада (Billboard Canadian Hot 100) | 48             |
| Канада (Billboard Country)          | 1              |
| США (Billboard Hot 100)             | 28             |
| США (Billboard Hot Country Songs)   | 3              |
| США (Pop 100, Billboard)            | 49             |

| Чарты (2008)                       | Позиция |
| ---------------------------------- | ------- |
| Канада (Country, Billboard)        | 10      |
| США (Hot Country Songs, Billboard) | 31      |

## Сертификации
| Регион | Сертификация  | Продажи   |
| --- | ------------- | --------- |
| Австралия (ARIA) | Платиновый    | 70 000    |
| Канада (Music Canada) | Золотой       | 40 000*   |
| Великобритания (BPI) | Серебряный    | 200 000   |
| США (RIAA) | 2× Платиновый | 2 000 000 |
| * Данные о продажах приведены только на основе сертификации. · Данные о продажах + прослушиваниях приведены только на основе сертификации. |               |           |